# Sjevernopaštunski jezik
Sjevernopaštunski jezik (ISO 639-3: pbu; isto i pakhto, pashtu, pushto, yusufzai pashto), jedan od četiri paštunska jezika kojim govori 9 720 700 Paštunaca, ot toga 9 590 000 u Pakistanu (1993) kod afganistanske granice, nepoznat broj u Afganistanu i oko 100 000 u Ujedinjenim Arapskim Emiratima (1986). Govore ga i iseljeni Paštunci na području Kanade, SAD-a, UK, i Indiji.
Ima više dijalekata: ningraharian pashto, sjeveroistočni pashto, sjeverozapadni pakhto, duranski (pleme Durani), i ghilzaiski (pleme Ghilzai).
Sjeveroistočni pashto dijalekt ima više pod-dijalekata: kohat (khatak), yusufzai (peshawar), afridi, shinwari, mohmand i shilmani.
Član je makrojezika pushto (pashto) [pus].

## Vanjske poveznice
- Ethnologue (14th)
- Ethnologue (15th)